# Manuel Bellver i Bayo
Manuel Bellver i Bayo (Sagunt, 1956) és un artista plàstic i escriptor valencià.
Manuel Bellver ben aviat va deixar els estudis d'Arts i optà per una formació allunyada dels cànons acadèmics. A mitjans de la dècada dels 70 va començar a realitzar exposicions de pintura, escultura i gravat. La seua obra de referències expressionistes va evolucionar cap a l'informalisme i l'abstracció i va passar a un període conceptualista. En la seua expressió utilitza diversos llenguatges, com ara, la pintura, escultura, fotografia o cinema i vídeo. La seua obra es caracteritza per un fort contingut espiritual, una profunda religiositat no teista. Tot i que incorpora conceptes procedents del cristianisme l'obra no és aliena a la pràctica del Budisme Zen. El seu treball està fortament vinculat al medi natural on, sovint, realitza intervencions i accions. Així mateix ha realitzat obra gràfica i llibres d'artista. Exposa, tant en mostres personals com col·lectives, a l'Estat Espanyol i a l'estranger. Ha treballat, també, el disseny gràfic i col·labora en diversos projectes editorials.
La seua producció literària, de caràcter experimental, comença amb poesia visual pels anys setanta.
Dels darrers anys destaquen les exposicions personals Eremita al Club Diario Levante a València, Lloc d'abandonament dins el cicle Intervencions Plàstiques a la Marina a Alacant, Exili a Sagunt i València, Sequentia a València, Pour franchir le seuil a l'església troglodítica de Peyre (França), Ferida intervenció realitzada a l'Ermita de la Sang dins el projecte Peregrinatio: Art a les Ermites de Sagunt i Dispersió als Amics de la Unesco d'Alcoi.
Ha col·laborat amb altres escriptors realitzant edicions de bibliòfil, com ara Joan Burguet i Ardiaca amb Neomitologia de la comarca de la Noguera i Segona marrada i Rafael Català i Moros amb Destrucció de la paraula o inici del silenci? i Inventari.
La seua producció literària, de caràcter experimental, comença amb poesia visual pels anys setanta.
Va formar part del consell de redacció de la revista de creació Abalorio. És membre de l'AELC.

## Obra

### Poesia
- Oli al pedrís, 1997
- Dies després, 1997
- Erols, 1998
- Una aigua, 1999
- Açò (solsida al passadís), 2001
- Accions, 2005
- Sequentia, 2007
- Nord, 2013, Premi de Poesia Parc Taulí
- Claror dels marges, 2019